# Otacílio Albuquerque
Otacílio Camelo de Albuquerque, mais conhecido como Otacílio Albuquerque (21 de fevereiro de 1874 — 27 de dezembro de 1954), foi um médico e político brasileiro.
Foi prefeito de Areia e de João Pessoa de 1908 a 1911, senador pela Paraíba de 1923 a 1924 e deputado federal.